# 东弗兰肯方言
东弗兰肯方言（德語：Ostfränkisch，發音：[ˈɔstfʁɛŋkɪʃ] ⓘ），日常生活中常简称作弗兰肯方言（德語：Fränkisch），是德语的一种方言，通行于弗兰肯地区，包括巴伐利亚州北部以及纽伦堡、班贝格、科堡、维尔茨堡、霍夫、拜罗伊特、迈宁根、巴特梅根特海姆和克赖尔斯海姆周边地区。其主要分支包括：下东弗兰肯方言（Unterostfrankisch，通行于下弗兰肯和图林根州南部）、上东弗兰肯方言（Oberostfrankisch，通行于上弗兰肯和中弗兰肯）以及南东弗兰肯方言（Südostfrankisch，通行于中弗兰肯和霍恩洛厄县的部分地区）。在德意志人被全面驱逐出波希米亚之前，这种方言也在萨茨（今扎泰茨）地区使用。